# Automobil-Weltmeisterschaft 1971
Die Automobil-Weltmeisterschaft 1971 war die 22. Saison der Automobil-Weltmeisterschaft, die heutzutage als Formel-1-Weltmeisterschaft bezeichnet wird. In ihrem Rahmen wurden über elf Rennen in der Zeit vom 6. März 1971 bis zum 3. Oktober 1971 die Fahrerweltmeisterschaft und der Internationale Pokal der Formel-1-Konstrukteure ausgetragen.
Jackie Stewart gewann zum zweiten Mal die Fahrerweltmeisterschaft. Tyrrell wurde zum ersten und einzigen Mal Konstrukteursweltmeister.

## Rennberichte

### Großer Preis von Südafrika
| Platz | Fahrer         | Team                  | Zeit         |
| ----- | -------------- | --------------------- | ------------ |
| 1     | Mario Andretti | Ferrari               | 1:47:35,500  |
| 2     | Jackie Stewart | Tyrrell-Ford Cosworth | + 20,9 s     |
| 3     | Clay Regazzoni | Ferrari               | + 31,4 s     |
| 4     | Reine Wisell   | Lotus-Ford Cosworth   | + 1:09,4 min |
| 5     | Chris Amon     | Matra                 | + 1 Runde    |
| 6     | Denis Hulme    | McLaren-Ford Cosworth | + 1 Runde    |

Der Große Preis von Südafrika auf dem Kyalami Grand Prix Circuit fand am 6. März 1971 statt und ging über eine Distanz von 79 Runden à 4,104 km, was einer Gesamtdistanz von 324,216 km entspricht.
Mario Andretti gewann das Rennen vor Jackie Stewart und Clay Regazzoni.

### Großer Preis von Spanien
| Platz | Fahrer               | Team                  | Zeit         |
| ----- | -------------------- | --------------------- | ------------ |
| 1     | Jackie Stewart       | Tyrrell-Ford Cosworth | 1:49:03,400  |
| 2     | Jacky Ickx           | Ferrari               | + 3,4 s      |
| 3     | Chris Amon           | Matra                 | + 58,1 s     |
| 4     | Pedro Rodríguez      | B.R.M.                | + 1:17,9 min |
| 5     | Denis Hulme          | McLaren-Ford Cosworth | + 1:27,0 min |
| 6     | Jean-Pierre Beltoise | Matra                 | + 1 Runde    |

Der Große Preis von Spanien auf dem Circuit de Montjuïc fand am 18. April 1971 statt und ging über eine Distanz von 75 Runden à 3,791 km, was einer Gesamtdistanz von 284,325 km entspricht.
Jackie Stewart gewann das Rennen vor Jacky Ickx und Chris Amon.

### Großer Preis von Monaco
| Platz | Fahrer             | Team                  | Zeit         |
| ----- | ------------------ | --------------------- | ------------ |
| 1     | Jackie Stewart     | Tyrrell-Ford Cosworth | 1:52:21,300  |
| 2     | Ronnie Peterson    | March-Ford Cosworth   | + 25,6 s     |
| 3     | Jacky Ickx         | Ferrari               | + 53,3 s     |
| 4     | Denis Hulme        | McLaren-Ford Cosworth | + 1:06,7 min |
| 5     | Emerson Fittipaldi | Lotus-Ford Cosworth   | + 1 Runde    |
| 6     | Rolf Stommelen     | Surtees-Ford Cosworth | + 1 Runde    |

Der Große Preis von Monaco auf dem Circuit de Monaco fand am 23. Mai 1971 statt und ging über eine Distanz von 80 Runden à 3,145 km, was einer Gesamtdistanz von 251,600 km entspricht.
Jackie Stewart gewann das Rennen vor Ronnie Peterson und Jacky Ickx.

### Großer Preis der Niederlande
| Platz | Fahrer          | Team                  | Zeit        |
| ----- | --------------- | --------------------- | ----------- |
| 1     | Jacky Ickx      | Ferrari               | 1:56:20,090 |
| 2     | Pedro Rodríguez | B.R.M.                | + 7,990 s   |
| 3     | Clay Regazzoni  | Ferrari               | + 1 Runde   |
| 4     | Ronnie Peterson | March-Ford Cosworth   | + 2 Runden  |
| 5     | John Surtees    | Surtees-Ford Cosworth | + 2 Runden  |
| 6     | Jo Siffert      | B.R.M.                | + 2 Runden  |

Der Große Preis der Niederlande auf dem Circuit Park Zandvoort fand am 20. Juni 1971 statt und ging über eine Distanz von 70 Runden à 4,193 km, was einer Gesamtdistanz von 293,510 km entspricht.
Jacky Ickx gewann das Rennen vor Pedro Rodríguez und Clay Regazzoni.

### Großer Preis von Frankreich
| Platz | Fahrer             | Team                  | Zeit           |
| ----- | ------------------ | --------------------- | -------------- |
| 1     | Jackie Stewart     | Tyrrell-Ford Cosworth | 1:46:41,680    |
| 2     | François Cevert    | Tyrrell-Ford Cosworth | + 28,120 s     |
| 3     | Emerson Fittipaldi | Lotus-Ford Cosworth   | + 34,070 s     |
| 4     | Jo Siffert         | B.R.M.                | + 37,170 s     |
| 5     | Chris Amon         | Matra                 | + 41,080 s     |
| 6     | Reine Wisell       | Lotus-Ford Cosworth   | + 1:16,020 min |

Der Große Preis von Frankreich auf dem Circuit Paul Ricard fand am 4. Juli 1971 statt und ging über eine Distanz von 55 Runden à 5,810 km, was einer Gesamtdistanz von 319,550 km entspricht.
Jackie Stewart gewann das Rennen vor François Cevert und Emerson Fittipaldi.

### Großer Preis von Großbritannien
| Platz | Fahrer             | Team                  | Zeit        |
| ----- | ------------------ | --------------------- | ----------- |
| 1     | Jackie Stewart     | Tyrrell-Ford Cosworth | 1:31:31,500 |
| 2     | Ronnie Peterson    | March-Ford Cosworth   | + 36,1 s    |
| 3     | Emerson Fittipaldi | Lotus-Ford Cosworth   | + 50,5 s    |
| 4     | Henri Pescarolo    | March-Ford Cosworth   | + 1 Runde   |
| 5     | Rolf Stommelen     | Surtees-Ford Cosworth | + 1 Runde   |
| 6     | John Surtees       | Surtees-Ford Cosworth | + 1 Runde   |

Der Große Preis von Großbritannien auf dem Silverstone Circuit fand am 17. Juli 1971 statt und ging über eine Distanz von 68 Runden à 4,711 km, was einer Gesamtdistanz von 320,348 km entspricht.
Jackie Stewart gewann das Rennen vor Ronnie Peterson und Emerson Fittipaldi.
Der für den Grand Prix bereits gemeldete Mexikaner Pedro Rodríguez verunglückte am 11. Juli auf dem Norisring bei einem Rennen der Interserie tödlich.

### Großer Preis von Deutschland
| Platz | Fahrer          | Team                  | Zeit         |
| ----- | --------------- | --------------------- | ------------ |
| 1     | Jackie Stewart  | Tyrrell-Ford Cosworth | 1:29:15,700  |
| 2     | François Cevert | Tyrrell-Ford Cosworth | + 30,1 s     |
| 3     | Clay Regazzoni  | Ferrari               | + 37,1 s     |
| 4     | Mario Andretti  | Ferrari               | + 2:05,0 min |
| 5     | Ronnie Peterson | March-Ford Cosworth   | + 2:29,1 min |
| 6     | Tim Schenken    | Brabham-Ford Cosworth | + 2:58,6 min |

Der Große Preis von Deutschland auf dem Nürburgring fand am 1. August 1971 statt und ging über eine Distanz von 12 Runden à 22,835 km, was einer Gesamtdistanz von 274,020 km entspricht.
Jackie Stewart gewann das Rennen vor François Cevert und Clay Regazzoni.

### Großer Preis von Österreich
| Platz | Fahrer             | Team                  | Zeit        |
| ----- | ------------------ | --------------------- | ----------- |
| 1     | Jo Siffert         | B.R.M.                | 1:30:23,910 |
| 2     | Emerson Fittipaldi | Lotus-Ford Cosworth   | + 4,120 s   |
| 3     | Tim Schenken       | Brabham-Ford Cosworth | + 19,770 s  |
| 4     | Reine Wisell       | Lotus-Ford Cosworth   | + 31,870 s  |
| 5     | Graham Hill        | Brabham-Ford Cosworth | + 48,430 s  |
| 6     | Henri Pescarolo    | March-Ford Cosworth   | + 1:24,510  |

Der Große Preis von Österreich auf dem Österreichring fand am 15. August 1971 statt und ging über eine Distanz von 54 Runden à 5,911 km, was einer Gesamtdistanz von 319,194 km entspricht.
Jo Siffert gewann das Rennen vor Emerson Fittipaldi und Tim Schenken.
Jackie Stewart sicherte sich vorzeitig seine zweite Weltmeisterschaft.

### Großer Preis von Italien
| Platz | Fahrer          | Team                  | Zeit        |
| ----- | --------------- | --------------------- | ----------- |
| 1     | Peter Gethin    | B.R.M.                | 1:18:12,600 |
| 2     | Ronnie Peterson | March-Ford Cosworth   | + 0,010 s   |
| 3     | François Cevert | Tyrrell-Ford Cosworth | + 0,090 s   |
| 4     | Mike Hailwood   | Surtees-Ford Cosworth | + 0,180 s   |
| 5     | Howden Ganley   | B.R.M.                | + 0,610 s   |
| 6     | Chris Amon      | Matra                 | + 32,360 s  |

Der Große Preis von Italien auf dem Autodromo Nazionale di Monza fand am 5. September 1971 statt und ging über eine Distanz von 55 Runden à 5,750 km, was einer Gesamtdistanz von 316,250 km entspricht.
Peter Gethin gewann das Rennen vor Ronnie Peterson und François Cevert. Für Gethin war es der erste und gleichzeitig einzige Sieg.
Tyrrell sicherte sich vorzeitig die Konstrukteursmeisterschaft.
Am Ende des Grand Prix ergab sich der bis heute knappste Zieleinlauf in der Geschichte der Formel 1: Die ersten vier Fahrer erreichten das Ziel innerhalb von 0,180 Sekunden.

### Großer Preis von Kanada
| Platz | Fahrer          | Team                  | Zeit         |
| ----- | --------------- | --------------------- | ------------ |
| 1     | Jackie Stewart  | Tyrrell-Ford Cosworth | 1:55:12,900  |
| 2     | Ronnie Peterson | March-Ford Cosworth   | + 38,3 s     |
| 3     | Mark Donohue    | McLaren-Ford Cosworth | + 1:35,8 min |
| 4     | Denis Hulme     | McLaren-Ford Cosworth | + 1 Runde    |
| 5     | Reine Wisell    | Lotus-Ford Cosworth   | + 1 Runde    |
| 6     | François Cevert | Tyrrell-Ford Cosworth | + 1 Runde    |

Der Große Preis von Kanada auf dem Mosport Park fand am 19. September 1971 statt und ging über eine Distanz von 64 Runden à 3,956 km, was einer Gesamtdistanz von 253,184 km entspricht.
Jackie Stewart gewann das Rennen vor Ronnie Peterson und Mark Donohue.
Erstmals in der Geschichte der Formel 1 wurde ein Grand Prix vorzeitig abgebrochen: Aufgrund sich verschlechternder Wetterbedingungen konnten nur 64 der geplanten 80 Rennrunden gefahren werden.

### Großer Preis der USA
| Platz | Fahrer          | Team                  | Zeit           |
| ----- | --------------- | --------------------- | -------------- |
| 1     | François Cevert | Tyrrell-Ford Cosworth | 1:43:51,991    |
| 2     | Jo Siffert      | B.R.M.                | + 40,062 s     |
| 3     | Ronnie Peterson | March-Ford Cosworth   | + 44,070 s     |
| 4     | Howden Ganley   | B.R.M.                | + 56,749 s     |
| 5     | Jackie Stewart  | Tyrrell-Ford Cosworth | + 1:00,003 min |
| 6     | Clay Regazzoni  | Ferrari               | + 1:16,426 min |

Der Große Preis der USA auf dem Watkins Glen Grand Prix Race Course fand am 3. Oktober 1971 statt und ging über eine Distanz von 59 Runden à 5,430 km, was einer Gesamtdistanz von 320,370 km entspricht.
François Cevert gewann das Rennen vor Jo Siffert und Ronnie Peterson. Für Cevert war es der erste und einzige Sieg in der Formel 1, während Siffert seinen letzten Grand Prix bestritt.

## Weltmeisterschaftswertungen

### Fahrerwertung
Für die Fahrerweltmeisterschaft 1971 galten folgende Regeln der Punkteverteilung:
| Platz 1 | 9 Punkte |
| Platz 2 | 6 Punkte |
| Platz 3 | 4 Punkte |
| Platz 4 | 3 Punkte |
| Platz 5 | 2 Punkte |
| Platz 6 | 1 Punkt  |

- Die besten fünf Ergebnisse der ersten sechs und die besten vier der restlichen fünf Rennen zählten zur Meisterschaft.

| Pos.  | Fahrer               | Konstrukteur |         |         |         |         |         |         |         |         |         |         |         | Punkte |
| 01.   | Jackie Stewart       | Tyrrell      | 2       | 0001000 | 0001000 | 11      | 0001000 | 0001000 | 0001000 | DNF     | DNF     | 0001000 | 5       | 62     |
| 02.   | Ronnie Peterson      | March        |         | DNF     | 2       | 4       | DNF     | 2       | 5       | 8       | 2       | 2       | 3       | 33     |
| 03.   | François Cevert      | Tyrrell      | DNF     | 7       | DNF     | DNF     | 2       | 10      | 2       | DNF     | 3       | 6       | 0001000 | 26     |
| 04.   | Jacky Ickx           | Ferrari      | 8       | 2       | 3       | 0001000 | DNF     | DNF     | DNF     | DNF     | DNF     | 8       | DNF     | 19     |
| 05.   | Joseph Siffert       | B.R.M.       | DNF     | DNF     | DNF     | 6       | 4       | 9       | DNF     | 0001000 | 9       | 9       | 2       | 19     |
| 06.   | Emerson Fittipaldi   | Lotus        | DNF     | DNF     | 5       |         | 3       | 3       | DNF     | 2       | 8       | 7       | DNC     | 16     |
| 07.   | Clay Regazzoni       | Ferrari      | 3       | DNF     | DNF     | 3       | DNF     | DNF     | 3       | DNF     | DNF     | DNF     | 6       | 13     |
| 08.   | Mario Andretti       | Ferrari      | 0001000 | DNF     | DNQ     | DNF     |         |         | 4       |         |         | 13      | DNS     | 12     |
| 09.   | Reine Wisell         | Lotus        | 4       | DNC     | DNF     |         | 6       | DNC     | 8       | 4       |         | 5       | DNF     | 9      |
| 10.   | Chris Amon           | Matra        | 5       | 3       | DNF     | DNF     | 5       | DNF     | DNF     |         | 6       | 10      | 12      | 9      |
| 11.   | Denis Hulme          | McLaren      | 6       | 5       | 4       | 12      | DNF     | DNF     | DNF     | DNF     |         | 4       | DNF     | 9      |
| 12.   | Pedro Rodriguez      | B.R.M.       | DNF     | 4       | 9       | 2       | DNF     |         |         |         |         |         |         | 9      |
| 13.   | Peter Gethin         | McLaren      | DNF     | 8       | DNF     | DNC     | 9       | DNF     | DNF     |         |         |         |         | 9      |
| 13.   | Peter Gethin         | B.R.M.       |         |         |         |         |         |         |         | 10      | 0001000 | 14      | 9       | 9      |
| 14.   | Howden Ganley        | B.R.M.       | DNF     | 10      | DNQ     | 7       | 10      | 8       | DNF     | DNF     | 5       | DNS     | 4       | 5      |
| 15.   | Tim Schenken         | Brabham      |         | 9       | 10      | DNF     | 12      | 12      | 6       | 3       | DNF     | DNF     | DNF     | 5      |
| 16.   | Henri Pescarolo      | March        | 11      | DNF     | 8       | DNC     | DNF     | 4       | DNF     | 6       | DNF     | DNS     | DNF     | 4      |
| 17.   | Mark Donohue         | McLaren      |         |         |         |         |         |         |         |         |         | 3       |         | 4      |
| 18.   | Rolf Stommelen       | Surtees      | 12      | DNF     | 6       |         | 11      | 5       | 10      | 7       | DNS     | DNF     |         | 3      |
| 19.   | John Surtees         | Surtees      | DNF     | 11      | 7       | 5       | 8       | 6       | 7       | DNF     | DNF     | 11      | 17      | 3      |
| 20.   | Mike Hailwood        | Surtees      |         |         |         |         |         |         |         |         | 4       |         | 15      | 3      |
| 21.   | Graham Hill          | Brabham      | 9       | DNF     | DNF     | 10      | DNF     | DNF     | 9       | 5       | DNF     | DNF     | 7       | 2      |
| 22.   | Jean-Pierre Beltoise | Matra        |         | 6       | DNF     | 9       | 7       | 7       |         |         |         | DNF     | 8       | 1      |
|       | Brian Redman         | Surtees      | 7       |         |         |         |         |         |         |         |         |         |         | 0      |
|       | Jackie Oliver        | McLaren      |         |         |         |         |         | DNF     |         | 9       | 7       |         |         | 0      |
|       | Gijs van Lennep      | Surtees      |         |         |         | 8       |         |         |         |         |         |         |         | 0      |
|       | Joakim Bonnier       | McLaren      | DNF     |         |         |         |         |         | DNQ     | DNS     | 10      |         | 16      | 0      |
|       | David Hobbs          | McLaren      |         |         |         |         |         |         |         |         |         |         | 10      | 0      |
|       | Nanni Galli          | March        |         |         | DNQ     | DNF     | DNS     | 11      | 12      | 12      | DNF     | 16      | DNF     | 0      |
|       | Vic Elford           | B.R.M.       |         |         |         |         |         |         | 11      |         |         |         |         | 0      |
|       | Helmut Marko         | B.R.M.       |         |         |         |         |         |         |         | 11      | DNF     | 12      | 13      | 0      |
|       | Andrea de Adamich    | March        | 13      | DNF     |         |         | DNF     | DNC     | DNF     |         | DNF     |         | 11      | 0      |
|       | François Mazet       | March        |         |         |         |         | 13      |         |         |         |         |         |         | 0      |
|       | John Cannon          | B.R.M.       |         |         |         |         |         |         |         |         |         |         | 14      | 0      |
|       | George Eaton         | B.R.M.       |         |         |         |         |         |         |         |         |         | 15      |         | 0      |
|       | Pete Lovely          | Lotus        |         |         |         |         |         |         |         |         |         | DNC     | DNC     | 0      |
|       | Max Jean             | March        |         |         |         |         | DNC     |         |         |         |         |         |         | 0      |
|       | Jean-Pierre Jarier   | March        |         |         |         |         |         |         |         |         | DNC     |         |         | 0      |
|       | Àlex Soler-Roig      | March        | DNF     | DNF     | DNQ     | DNF     | DNF     |         |         |         |         |         |         | 0      |
|       | Dave Charlton        | Brabham      | DNF     |         |         |         |         |         |         |         |         |         |         | 0      |
| Lotus | Dave Charlton        |              |         |         |         |         | DNF     |         |         |         |         |         |         | 0      |
|       | Mike Beuttler        | March        |         |         |         |         |         | DNF     | DSQ     | DNC     | DNF     | DNC     |         | 0      |
|       | Jackie Pretorius     | Brabham      | DNF     |         |         |         |         |         |         |         |         |         |         | 0      |
|       | John Love            | March        | DNF     |         |         |         |         |         |         |         |         |         |         | 0      |
|       | Skip Barber          | March        |         |         | DNQ     | DNC     |         |         |         |         |         | DNF     | DNC     | 0      |
|       | Dave Walker          | Lotus        |         |         |         | DNF     |         |         |         |         |         |         |         | 0      |
|       | Derek Bell           | Surtees      |         |         |         |         |         | DNF     |         |         |         |         |         | 0      |
|       | Niki Lauda           | March        |         |         |         |         |         |         |         | DNF     |         |         |         | 0      |
|       | Silvio Moser         | Bellasi      |         |         |         |         |         |         |         |         | DNF     |         |         | 0      |
|       | Chris Craft          | Brabham      |         |         |         |         |         |         |         |         |         | DNQ     | DNF     | 0      |
|       | Sam Posey            | Surtees      |         |         |         |         |         |         |         |         |         |         | DNF     | 0      |
|       | Peter Revson         | Tyrrell      |         |         |         |         |         |         |         |         |         |         | DNF     | 0      |

### Konstrukteurswertung
| Pos. | Konstrukteur | Punkte |
| ---- | ------------ | ------ |
| 1    | Tyrrell-Ford | 73     |
| 2    | B.R.M.       | 36     |
| 3    | Ferrari      | 33     |
| 4    | March-Ford   | 33     |
| 5    | Lotus-Ford   | 21     |

| Pos. | Konstrukteur | Punkte |
| ---- | ------------ | ------ |
| 6    | McLaren-Ford | 10     |
| 7    | Matra        | 9      |
| 8    | Surtees-Ford | 8      |
| 9    | Brabham-Ford | 5      |

## Kurzmeldungen Formel 1
- Lotus testete ein Turbinenfahrzeug in der Formel 1.
- Beim Grand Prix von Italien in Monza gab es den knappesten Zieleinlauf aller Zeiten. Sieger Peter Gethin trennten vom viertplatzierten (Mike Hailwood) ganze 0,16 s Und auch der Fünfte Howden Ganley lag nur 0,6 s hinter dem Sieger. Allein in diesem Rennen gab es mehr Überholmanöver als in der gesamten Formel-1-Saison 2006.
- Am 10. Januar verunglückte Ignazio Giunti bei einem Sportwagenrennen in Buenos Aires bei einem schweren Feuerunfall tödlich.
- Am 11. Juli verunglückte Pedro Rodríguez am Norisring bei einem Interserie-Rennen tödlich. Sein Ferrari brach in der 13. Runde in Führung liegend aus und prallte mit voller Wucht gegen eine ungeschützte Brückenmauer. Der Wagen explodierte auf der Stelle und brannte völlig aus.
- Am 24. Oktober kam Jo Siffert in Brands Hatch bei dem nicht zur Formel-1-Weltmeisterschaft zählenden World Championship Victory Race ums Leben. Das Fahrzeug kam von der Fahrbahn ab, prallte gegen einen Erdwall und ging in Flammen auf.